# 小行星16518
小行星16518（16518 Akihikoito）是一颗绕太阳运转的小行星，为主小行星带小行星。该小行星于1990年11月16日发现。

## 轨道参数
小行星16518的轨道半长轴为2.2533257 UA，离心率为0.144。